# Лялькова, Мария
Мария Лялькова (чеш. Marie Ljalková), урождённая Петрушакова (чеш. Petrušáková), после второго замужества Ластовецка (чеш. Lastovecká; 3 декабря 1920 — 7 ноября 2011) — чешский снайпер, участница Великой Отечественной войны. Полковник.

## Биография
Родилась 3 декабря 1920 года в польском городе Городенка (ныне в Ивано-Франковской области Украины) в семье волынских чехов. В возрасте 12 лет потеряла родителей, и её к себе забрала родная тётя. Позднее Мария перебралась в город Станислав (ныне Ивано-Франковск), где училась в техническом училище, затем работала трактористкой в колхозе.
После нападения Германии на СССР была эвакуирована в город Бузулук (Оренбургская область), где формировался 1-й чехословацкий отдельный пехотный батальон Красной Армии. 1 марта 1942 года, пройдя медицинские курсы и основную военную подготовку, была принята в ряды военнослужащих этого подразделения, под командование О. Яроша. Затем прошла курсы снайперов.
На фронте с марта 1943 года, в сражении при Соколово. В том бою винтовки СВТ-40 убила пять немецких солдат (в том числе одного пулемётчика), при этом она лёжа на льду. Ночью её, примёрзшую ко льду, нашли и эвакуировали чехословацкие солдаты.
Участвовала также в боях за освобождение Левобережной и Правобережной Украины, в ходе которых убила не менее 30 немецких солдат и офицеров. В качестве главной медсестры 1-го чехословацкого танкового батальона участвовала в боях за освобождение Чехословакии. В боях у Дукельского перевала в ходе Восточно-Карпатской операции (сентябрь 1944 года) взрыв артиллерийского снаряда сломал ей позвоночник, а полусантиметровый осколок попал в голову, но ей удалось выжить.
После войны вышла замуж за Михаила Лялькова, после развода с ним уехала в Чехословакию и вышла второй раз замуж за Вацлава Ластовецкого, сменив фамилию. Служила в Силезии главным врачом 2-го танкового батальона 1-й танковой бригады, а с 1 октября 1945 года работала амбулаторной сестрой в лазарете бригады. Позже окончила военно-медицинское училище и с 1 марта 1947 года служила в армию офицером. Дослужилась до звания старшего лейтенанта.
Работала в военных госпиталях в Праге и Оломоуце, потом жила в Брно. С начала 1960-х и до конца 1990-х годов работала экскурсоводом в Брно, благодаря отличному знанию русского языка стала одним из лучших экскурсоводом для туристов из стран бывшего СССР. Была членом Чехословацкого легионерского общества (общества ветеранов Второй мировой войны), выступала покровителем целого ряда спортивных, культурных и общественных мероприятий в Южной Моравии, читала лекции в школах, занималась работой с детьми. После 1990 года получила звание полковника в отставке.
За подвиги в Великой Отечественной войне была награждена Орденом Красной Звезды, также была награждена Чехословацким военным крестом. 28 октября 2010 года была награждена за особые заслуги перед Чехией Орденом Белого льва II степени, приняв эту награду вместе с Микулашем Кончицким (своим близким другом) лично от президента Чехии Вацлава Клауса.
Умерла 7 ноября 2011 года в Брно. О её смерти сообщил руководитель Чешского легионерского общества Милан Ржепка.

## Награды и звания
Советские государственные награды:
- Орден Отечественной войны (1985)
- Орден Красной Звезды
- Медаль «За победу над Германией в Великой Отечественной войне 1941—1945 гг.»
- Медаль «За освобождение Праги»

Чехословацкие государственные награды:
- Военный крест
- Орден Белого льва II класса (Чехия, 2010)
- Соколовская памятная медаль (1948)

## Оценки и мнения
Мастером меткой стрельбы, знаменитым снайпером стала Мария Лялькова, девушка из 1-го Чехословацкого батальона... В первых рядах наступающих воинов шла она - замечательный снайпер, не знающий промаха. Время от времени она останавливалась, быстро прицеливалась и стреляла. Крепкая рука молодой женщины, управляемая горячим, мужественным сердцем, мстила за убитых и раненых.президент ЧССР Людвик Свобода
В свои 91 она ещё была способна не только принимать энергию, но и раздавать её всем вокруг. Она была просто как солнце.первый зампредседатель Чешского легионерского общества Йиндржих Ситта